# أوين دوغرتي
أوين دوغرتي (بالإنجليزية: Owen Dougherty)‏ هو لاعب كرة قدم أمريكية أمريكي، ولد في 14 سبتمبر 1929 في دنمور في الولايات المتحدة، وتوفي في 27 فبراير 1991 في بيتسبرغ في الولايات المتحدة.